# Leeton
Leeton – miasto w Australii, w stanie Nowa Południowa Walia.